# 석탄 가스화
석탄 가스화(Coal gasification)는 석탄을 고열로 기체화 하여 합성가스를 만들어 발전 등에 사용하는 것을 말한다.
석탄에 고열을 가하면 고체, 액체, 기체 순서로 변하는데, 이렇게 만들어진 합성가스는 천연가스를 대체할 수 있다.

## 세계동향
석탄가스화 발전 시장은 2030년까지 400GW 1200조원으로 추정되는 블루오션이며 GE, MHI 등 글로벌 발전설비 업체들이 상용화 및 시장선점 경쟁을 벌이고 있다.
현재는 상용화 초기단계이지만, 2010년 이후 미국이 정부의 지원을 받아 IGCC 상용화 개발을 주도하고 있으며, 세계적으로 2014년까지 25.5GW의 상용화를 추진 중이다. IGCC 기술의 핵심공정인 가스화 공정기술은 쉘(Shell), GE, Uhde, Conoco-Phillips, 미쓰비시중공업 등 선진국 특정업체만이 원천기술을 보유하고 있으며, 이들 업체들은 정부 주도로 약 30년 이상 수조원의 개발비를 들여 실증플랜트를 현재 상용화 중이다.

## 북한
1999년 9월 7일 북한은 평안남도 안주의 남흥청년화학기업소에 북한 최초의 석탄 가스화 발전소를 완공했다. 이에 대해 한국 산업자원부는 석탄 가스화가 비효율적이라고 비판했다. 북한이 강성대국의 이정표, 비료의 자급자족 기틀 마련이라며 자랑하던 남흥청년화학기업소에서 2010년 4월 23일 대형 폭발사고가 발생해 30여명이 사망했다.

## 대한민국
2006년 정세균 산업자원부 장관은 미국을 방문해 새뮤얼 보드먼 미국 에너지부 장관과 회담을 갖고 석탄 가스화 발전소 개발사업인 퓨처젠(FutureGen) 프로그램에 가입했다. 1천만 달러를 투자했다.
2011년 말 두산중공업은 국내 첫 석탄 가스화 실증 플랜트를 수주하였다. 석탄가스화 기술은 세계적으로 5개 실증 플랜트만 운영될 정도로 아직 상용화되지 않은 고난이도 기술이다.
지식경제부는 2012년 이후 수명이 다하는 기존 화력발전소를 모두 IGCC로 대체할 계획이다.

## 제조 및 이용 방법
대표적으로 가스화 복합발전기술(IGCC:Integrated Gasification Combined Cycle)이 사용되는데 이는 석탄, 중질산사유 등의 저급원료를 고온·고압의 가스화기에서 수증기와 함께 한정된 산소로 불완전연소 및 가스화 시켜 합성가스를 만들고 이를 정제공정에 거쳐 가스터빈(1차 발전) 및 증기터빈(2차 발전) 등을 구동하여 고효율, 친환경적 복합발전방식을 이용하는 기술이다. IGCC는 석탄으로써 합성가스를 생성하는 가화공정, 합성가스에 입자 및 황 화합물 등을 제거하여 청정한 합성가스를 만드는 정제공정, 그리고 가스 터빈과 스팀터빈으로 구성된 복합발전 플랜트 등으로 나누어진다. 그 외에 가스화 시 공기 대신 산소를 공급함으로 대형 산소 플랜트가 필요하다. 가스화는 석탄과 산소, 스팀 혹은 물 등을 고온 고압 용기에 투입하여 반응시킴으로써 합성가스의 주성분인 H와 CO 등을 생성하는 것이다. 합성가스 정제 설비는 합성가스의 사용 목적에 적합하도록 깨끗이 처리하는 공정이다. 발전 설비에서 합성가스 정제 공정은 주로 가스터빈 등의 구동에 문제가 되지 않도록 입자를 제거하고 부식을 일으키거나 공해물질을 배출할 수 있는 황 화합물을 제거하는 기능을 수행한다. 기존 석탄화력 발전소에서는 석탄을 태워 발생하는 열로 증기를 발생시켜 증기터빈을 돌려 전기를 생산한다. 하지만 IGCC는 석탄을 고온에서 산소와 물을 넣고 가스화 시켜 일산화탄소 50%와 수소 30%로 이루어진 합성가스를 만든 뒤 이 가스로 가스터빈을 돌리는 방식으로 전기를 생산한다. 그리고 가스터빈에서 방출되는 배기가스의 열을 모아 증기터빈을 돌려 한 번 더 전기를 생산한다.

## 장점
이 기술의 장점은 석탄을 이용한 가스화 복합발전기술이며 기존 석탄 화력발전소 대비 발전효율이 높고, 친환경적이며(황산화물 90%이상, 질소산화물 75%이상, 이산화탄소 25%저감)일 뿐만 아니라 석탄 외에 중질산사유, 바이오메스, 폐기물 등 다양한 연료로 얻을 수 있다는 특징이 있다. 이는 천연 자원이 부족한 우리나라의 입장에서 에너지를 비교적 안정적으로 수급할 수 있게 된다는 것을 뜻한다. 이런 석탄가스화의 장점은 우선 환경 친화적인 신재생에너지라는 점이다. 또한 사용가치가 적은 석탄을 이용해 고효율적인 에너지를 생산할 수 있어 이득을 준다. 게다가 앞으로 기술이 더 발전하면 생산 비용 또한 절감될 것이다. 뿐만 아니라 석탄을 액화시킨 뒤 가스로 만들면 파이프로 수송할 수 있기 때문에 수송이 편리하고 운송부분에서 비용 부담이 줄어든다는 장점이 있다.

## 같이 보기
- 사솔